# 小笠原佐弥
小笠原 佐弥（おがさわら さや）は、日本のフリーアナウンサー。
地元岩手県内のテレビ・ラジオ局でリポーターの他、関東でも活躍する。本所属事務所はキメラだが、テレビ朝日アスクでアナウンスの勉強をしていたこともあり、同社にも属し「アスクマネージメント」にその業務を一部委託して活動している。

## 現在出演中の番組
- IBCラジオドラマチック競馬中継〜生の感動!!みちのくレース（IBC岩手放送/アシスタント）

## 過去に出演した番組
- はなまるマーケット（TBS/リポーター）
- みちのくレース 勝ち馬総見 勝ちそー（FM岩手/アシスタント）
- sioriと市川先生の夜の音楽室（TBCラジオ/アシスタント）
- まい土!平徳商店（IBC/リポーター）
- デジタル家電見聞録（Act On TV/リポーター）
- デイリーニュース・マイテレビ（JCNマイテレビ/キャスター）